# Crime fédéral
Aux États-Unis, un crime fédéral (federal crime ou federal offense) est une infraction à une loi fédérale et qui tombe dans la majorité des cas sous la juridiction du FBI (Federal Bureau of Investigation) depuis la création de ce service, au niveau de l'enquête, tout au moins et qui est traité par le système judiciaire fédéral américain.
Le mot anglais « crime » ne peut normalement pas se traduire directement par « crime » en français, ces termes recouvrant des notions différentes dans les droits américain et français par exemple. La traduction en « crime fédéral » est donc un abus de langage largement usité, et l'expression « infraction fédérale » serait bien plus correcte.
Ce concept s'applique entre autres si un criminel franchit une frontière inter-état pour commettre un crime avant de s'étendre à partir des années 1920 à plusieurs types de délits tels les enlèvements.
Le nombre de crime fédéral est assez imprécis, du fait des méthodologies employées, les estimations en décomptent 3 000 à 5 000, une statistique utilisée pour dénoncer l'inflation législative,.
Il y a différents services de police dépendants de plusieurs agences ou ministères ayant des compétences propres.
Ainsi le service de sécurité diplomatique du département d'État s'occupe en outre de la fraude des passeports et de l'arrestation de criminels américains à l'étranger.